# Moncks Corner
Moncks Corner é uma cidade  localizada no estado norte-americano de Carolina do Sul, no Condado de Berkeley.

## Demografia
Segundo o censo norte-americano de 2000, a sua população era de 5952 habitantes.
Em 2006, foi estimada uma população de 6572, um aumento de 620 (10.4%).

## Geografia
De acordo com o United States Census Bureau tem uma área de
11,6 km², dos quais 11,6 km² cobertos por terra e 0,0 km² cobertos por água. Moncks Corner localiza-se a aproximadamente 21 m acima do nível do mar.

## Localidades na vizinhança
O diagrama seguinte representa as localidades num raio de 28 km ao redor de Moncks Corner.